# Pinkpop 2000
Pinkpop 2000 vond plaats op 10,11 en 12 juni 2000 in Landgraaf. Het was de 31e editie van het Nederlands muziekfestival Pinkpop en de dertiende in Landgraaf. Er waren ongeveer 66.300 bezoekers. De presentatie was in handen van Howard Komproe en Michiel Romeyn

## Optredens

### zaterdag
- 3FM-tent: Dead Punk Society, The Get Up Kids, Caesar
- noordpodium: The Tea Party, Bush, Oasis

### zondag
- 3FM-tent: Laïs, Green Lizard, Spookrijders, Def Rhymz, Laurent Garnier, Junkie XL
- noordpodium: Andreas Johnson, Tracy Bonham, Novastar, Krezip, Guano Apes, 16 Horsepower

### maandag
- 3FM-tent: Madrugada, Muse, Arid, Gomez, Travis
- noordpodium: The The, Die Toten Hosen, Postmen, Counting Crows, Kane
- hoofdpodium: Venice, De Dijk, KoЯn, Pearl Jam, Live, Moby